# 智利毛皮海狮
智利毛皮海狮（学名：Arctocephalus philippii），又稱智利毛皮海豹，主要分布于智利胡安·费尔南德斯群岛，是鳍足亚目中体型第二小的物种，16世纪发现。